# 발렌티노 데가니
발렌티노 데가니(이탈리아어: Valentino Degani; 1905년 2월 14일, 베네토 주 바디아 폴레시네 ~ 1979년 8월 21일, 롬바르디아 주 볼라테)는 이탈리아의 전 축구 선수로, 현역 시절 골키퍼로 활약했다.

## 클럽 경력
데가니는 로비고 도 바디아 폴레시네 출신이다. 그는 1924년부터 1937년까지 세리에 A의 인테르나치오날레 선수로 활동했고, 1929-30 시즌에는 리그 정상에도 올랐다.

## 국가대표팀 경력
데가니는 이탈리아 선수단 일원으로 1928년 하계 올림픽에 참가해 동메달을 목에 걸었지만 한 경기도 출전하지 못했다.

## 수상

### 국가대표팀
이탈리아
- 하계 올림픽 동메달: 1928